# Apteryx australis
Il kiwi australe o kiwi bruno (Apteryx australis Shaw, 1813) è un uccello della famiglia degli Apterigidi, endemico della Nuova Zelanda.

## Descrizione
Il corpo del kiwi risulta arrotondato e le dimensioni sono rapportabili a quelle di una gallina domestica. Il maschio e la femmina sono piuttosto simili, anche se la seconda è leggermente più grande.
Le dimensioni medie sono:
- Maschio - Altezza: 50–65 cm, peso: 1440-3060 g, lunghezza del becco: 110–155 mm.
- Femmina - Altezza: 50–65 cm, peso: 2060-3850 g, lunghezza del becco: 130–205 mm.

Il piumaggio è bruno o grigio ed è filiforme, dall'aspetto quasi lanoso.
Nonostante il nome Apteryx significhi senza ali, in realtà le ali esistono, ma sono talmente piccole da rimanere nascoste sotto le penne, mentre la coda è assente.
Le zampe sono provviste di tre dita. Gli arti sono forti e robusti così da garantire una rapida corsa ed una certa agilità nel salto.
Il becco è allungato e arcuato e all'estremità sono poste le narici (ricordiamo che in genere negli uccelli le narici sono alla base del becco).

## Biologia

### Alimentazione
La sua dieta si basa prevalentemente sulla cattura di piccoli invertebrati ma si nutre anche di frutta e foglie.

### Riproduzione
Depone un uovo per volta, solitamente in una fossa scavata nel terreno. Il periodo di incubazione è molto lungo e va da 74 a 84 giorni e i piccoli lasciano il nido dopo circa una settimana dalla schiusa delle uova.

## Sistematica
Sono riconosciute valide due sottospecie:
- Apteryx australis australis Shaw, 1813 - sottospecie endemica dell'isola del Sud
- Apteryx australis lawryi Rothschild, 1893 - sottospecie endemica dell'isola Stewart

## Distribuzione e habitat
L'areale del kiwi bruno è ristretto alla regione di Fiordland (Isola del Sud) e all'isola di Stewart, con una popolazione isolata nell'area di Haast (Isola del Sud).
Si adatta ad una varietà di habitat che vanno dalle dune costiere alle macchie e alle foreste.

## Conservazione
Sull'isola di Stewart la popolazione è abbastanza ampia (circa 15.000 esemplari in un censimento del 2008), ancorché in lento declino; nel Fiordland sono stati stimati circa 14,500 esemplari mentre la popolazione di Haast è di appena 300 individui.

La sua sopravvivenza è minacciata dalla introduzione di predatori alloctoni quali il tricosuro volpino (Trichosurus vulpecula) e l'ermellino (Mustela erminea) nonché di cani e gatti domestici, che predano sia le uova, sia i pulcini, potendo talora costituire una minaccia anche per gli esemplari adulti.
La IUCN Red List classifica pertanto A. australis come specie vulnerabile.
Parte del suo areale è protetto all'interno del Parco nazionale del Fiordland.